# Мбеґна
Мбеґна (Мбега) (*бл. 1700 — бл. 1750) — 1-й сімбамвене (володар) держави Шамбала.

## Життєпис
Його існування не викликає суперечок серед істориків, проте відомості про Мбеґну переважно основано на усних переказах. Численні легенди зробили його міфічним героєм.
Народився близько 1700 року племені нгулу з гірського регіону Нгуру (сучсний Морогоро). Через суперечки з родичами та через надприродну небезпеку його вигнали з батьківщини. Він втік до Кілінді, де став мисливцем, полюючи на кущових свиней разом із сином місцевого начальника. Під час полювання син вождя був випадково вбитий. Щоб уникнути покарання вождя, Мбеґна мусив знову втекти, цього разу далі на північ, в гори Усамбара. Він жив на відкритому просторі поблизу місця, що називається Зіай, у печерах та таборах, полюючи на диких тварин.
Дізнавшись, що Мбеґна був досвідченим мисливцем на свиней, місцеві жителі попросили його позбавити їх село від диких свиней, які знищувати їх сільськогосподарські угіддя. Він вбив усіх свиней, і його привітали шамбали. Його запросили жити у Вузі, недалеко від сучасних Бумбулі, тодішнього головного міста народу шамбала. Він став відомим як вбивця левів після вбивства лева по дорозі до їх села. Вдячні фермери дали йому дружин з кожного великого клану, а відповідних первістків було призначено керівниками всіх кланів, тим самим також створивши регіональну єдність. Мбеґна виявив військовий хист в захисті від ворогів, тому був обраний очільником Вуги, прийнявши титул сімбамвене (володар-лев).
Цим було закладено державне утворення народу шамбала, племена і клани яких Мбеґна зумів поєднати. Помер десь у 1750-х роках. Йому спадкував син Буге.